# Pakosław (Mazovie)
Pour les articles homonymes, voir Pakosław.
Pakosław (prononciation : [paˈkɔswaf]) est un village polonais de la gmina d'Iłża dans le powiat de Radom de la voïvodie de Mazovie dans le centre-est de la Pologne.
Il se situe à environ 6 kilomètres au nord-ouest d'Iłża (siège de la gmina), 24 kilomètres au sud de Radom (siège de le powiat) et à 115 kilomètres au sud de Varsovie (capitale de la Pologne).
Le village compte approximativement une population de 962 habitants en 2009.

## Histoire
De 1975 à 1998, le village appartenait administrativement à la voïvodie de Radom.